# Pinocchio (f(x))
Pinocchio è il primo album in studio del gruppo musicale sudcoreano f(x), pubblicato il 20 aprile 2011 dalla SM Entertainment.
Nel giugno 2011 il disco è stato ripubblicato in repackaging con il titolo Hot Summer (Repackage Edition).

## Tracce
1. Pinocchio (Danger) (피노키오; Pinokiyo) – 3:14
2. Sweet Witches (빙그르; Bing-geureu) – 3:28
3. Dangerous – 3:14
4. Beautiful Goodbye – 4:06
5. Gangsta Boy – 3:09
6. Love (아이; Ai) – 3:15
7. Stand Up! – 3:55
8. My Style – 3:41
9. So Into U – 3:35
10. Lollipop (feat. SHINee) – 3:11

## Classifiche
| Classifica (2011) | Posizione massima |
| ----------------- | ----------------- |
| Corea del Sud     | 1                 |